# Михаїл I (Дедеїч)
Митрополит Михаїл (в миру Міраш Дедеіч) — предстоятель Чорногорської православної церкви у 1998-2023 роках , Блаженніший Архієпископ Цетіньський,Митрополит Чорногорський.

## Біографія
Народився 8 листопада 1938 р. в Чорногорії.
Два роки навчався в Призренської Духовної Семінарії, розташованої на території автономного краю Косово і Метохія.
Закінчив класичну гімназію в Прізрені, потім вивчав педагогіку в університеті Пріштіни.
У вересні 1965 р. з благословення єпископа Рашско-Призренської Павла (Стойчевіч) вступив на богословський факультет Белградського університету, який закінчив у 1969 р.
Після здобуття вищої богословської освіти М. Дедеіч указом Святійшого Патріарха Сербського Германа був призначений викладачем монастирської школи в чорногорській обителі Острог.
Через деякий час він був направлений на навчання в аспірантуру Орієнтального Папського інституту (Рим, Італія), після закінчення якої вступив до аспірантури при Московській Духовній Академії.
Приступивши до роботи над магістерською дисертацією, М. Дедеіч не зміг її завершити, оскільки був відкликаний до Сербії Святійшим Патріархом Сербським Германом.
У наступні роки навчався в аспірантурі Белградського університету та поглиблено займався історичними дослідженнями, працюючи в архівах Югославії, Португалії, Італії, Ватикану та Радянського Союзу.
Перейшовши в юрисдикцію Константинопольського Патріархату, Міраш Дедеіч прийняв чернецтво з нареченням ім'я Михайло.
29 червня 1988 р. був висвячений у сан диякона, а наступного дня 30 червня у священика.
Незабаром після хіротонії він був призначений на служіння в грецький храм м. Рим і згодом зведений у сан архимандрита.
На початку 1997 р. архімандрит Михаїл (Дедеіч) приєднався до Чорногорської Православної Церкви.
На Чорногорських народних зборах, що проходив 6 січня 1997 він був обраний на посаду Предстоятеля Чорногорської Православної Церкви.
Для отримання архієрейського посвячення архімандрит Михайло попрямував до Болгарії, де 15 березня 1998 р. собором архієреїв альтернативного Синоду Болгарської Православної Церкви, на чолі з патріархом Болгарським Пименом, був висвячений на єпископа.
Інтронізація Михайла (Дедеіча) з возведенням у сан митрополита Чорногорського відбулася 31 жовтня 1998 р.
Митрополит Михаїл (Дедеіч) вів активний діалог з Патріархом УПЦ Київського Патріархату Філаретом, вони разом співслужили у Володимирському Кафедральному Соборі у Києві.
У жовтні 2010 року Патріарх Філарет перебував у Чорногорії на запрошення Митрополита Чорногорської православної церкви Міхаіла, де вкотре підтримав прагнення чорногорців мати свою автокефальну церкву.
У 2020 році патріарх Константинопольський Варфоломій І сказав: «Михайло Дедеїч ніколи не зможе отримати автокефалію для своєї помилкової церкви. <…> Для нас Дедеїч просто священик, відлучений від Церкви. Повторюю, ми ніколи не дамо автокефалію так званій „Чорногорській Православній Церкві“»